# Поперечка (Кемеровская область)
Поперечка — упразднённая деревня в Тяжинском районе Кемеровской области России. На момент упразднения входила в состав Новомарьинского сельского поселения. Исключена из учётных данных в 1967 году.

## География
Деревня располагалась в истоке реки Поперечка (приток реки Большая Итатка), на расстоянии приблизительно 13 км по прямой к северо-западу от деревни Новомарьинка.

## История
Основана в 1907 году. По данным на 1926 году посёлок Попереченский состоял из 68 хозяйств. В административном отношении являлся центром Попереченского сельсовета Итатского района Ачинского округа Сибирского края.
Решением ОИК № 778 от 27 декабря 1967 года деревня исключена из учётных данных.

## Население
По переписи 1926 г. в посёлке проживало 314 человек (150 мужчин и 164 женщинаы), основное население — латгальцы.